# 순데발저드
순데발저드(Meriones crassus)는 쥐과 메리오네스속에 속하는 설치류의 일종이다. 아프가니스탄과 알제리, 이집트, 이란, 이라크, 이스라엘, 요르단, 쿠웨이트, 리비아, 모로코, 니제르, 팔레스타인, 사우디아라비아, 수단, 시리아, 아랍에미리트에서 발견되며, 말리에서도 서식하는 것으로 추정된다. 자연 서식지는 뜨거운 사막 지대이다.

## 특징

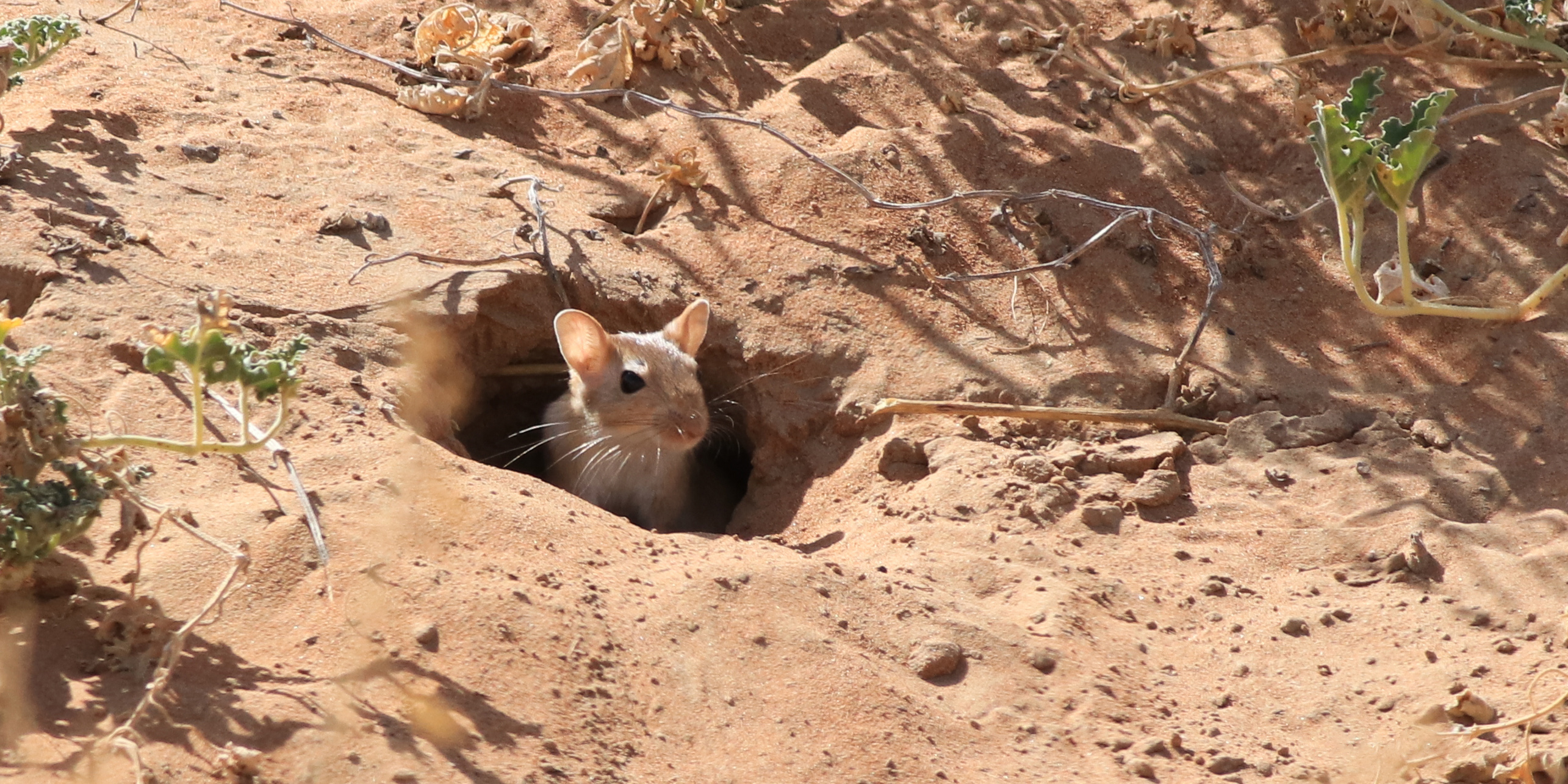
굴 입구에서 밖을 보는 순데발저드

순데발저드는 중간 크기의 저빌로 평균 몸무게가 약 100g 정도이다. 암수에 따라 크기가 다르다. 꼬리 길이를 제외하고 평균 몸길이는 약 15cm이다. 꼬리 길이는 몸길이 정도이다. 순데발저드는 부드럽고 섬세하며 연한 갈색 털을 갖고 있으며, 아랫배 쪽은 좀더 희미한 색을 띤다.

## 분포 및 서식지
순데발저드는 북아프리카 전역의 사막과 같은 건조한 서식지에서 발견된다. 암반 서식지에서 발견될 수도 있지만 모래같은 흙도 좋아한다. 둥지를 만드는 모래 속에 굴을 판다.

## 번식
다른 포유류처럼 순데발저드는 새끼에게 젖을 먹인다. 비교적 작은 포유류라서 순데발저드는 충분한 모유를 만들기 위해 많은 양의 칼로리를 섭취해야만 한다. 임신기간은 18~22일간 지속되며 2~7마리의 새끼를 낳는다. 새끼는 털이 없고 눈을 뜨지 못한 상태로 태어나며 수염이 아주 길다. 번식기는 1월부터 9월 사이이고, 2월부터 5월 사이가 정점을 이루는 시기다.